# جاستن ماليويزي
جاستن ماليويزي (23 ديسمبر 1943 - 17 أبريل 2021) سياسي مالاوي، وعضوًا في البرلمان عن نتشيسي نورث في المنطقة الوسطى من ملاوي. كان نائب رئيس ملاوي من 1994 إلى 2004. استقال ماليويزي من الجبهة الديمقراطية المتحدة في عام 2004 ومثل في النهاية الحركة التقدمية الشعبية في الانتخابات العامة لعام 2004، والتي حصل فيها على 2.5 ٪ من إجمالي الأصوات الوطنية.